# Großer Höllkogel
Großer Höllkogel – szczyt w grupie Salzkammergut-Berge, części Północnych Alp Wapiennych. Leży w Austrii w kraju związkowym Górna Austria. Szczyt można zdobyć ze schroniska Rieder Hütte. Na północny zachód leży niższy szczyt - Kleine Höllkogel (1788 m).